# Charles Vane
Charles Vane (kolem roku 1680 – 29. března 1721) byl anglický privatýr a po uzavření míru mezi Anglií a Španělskem roku 1713 pirát, který v letech 1716 – 1719 operoval mimo takzvanou "Pirátskou republiku", tedy především oblast Baham. Proslavil se mučením a zabíjením vězňů. 29. března 1721 byl popraven v Port Royal pro pirátství.

## Královská milost
Roku 1718 král Jiří I. poslal kapitánovi Woodesovi Rogersovi královskou milost pro všechny piráty kteří se chtěli vrátit k poctivému životu. Mnoho pirátu souhlasilo, i Jennings. Vane ale odmítl a později se stal vůdcem těch, kteří také odmítli milost.

## Kariéra piráta
Charles Vane začal sloužit u kapitána Henryho Jenningse v roce 1715. Započali tak pirátskou kariéru drancováním španělských lodí, které se pokoušely zachránit zlato a stříbro, v hodnotě přibližně 90 000 liber, z potopené španělské flotily. Příčinou jejího potopení byl zásah hurikánu.
V roce 1718 vyslal král Jiří I. kapitána Woodese Rogerse do Karibiku s královským pardonem, tedy amnestií pro všechny piráty. To jim dalo možnost zbavit se svého bohatství, ale zůstat na živu a vrátit se k normálnímu životu, anebo zemřít. Mnoho pirátů přijalo, včetně Henryho Jenningse, Charles Vane však odmítl a velice brzy se stal vůdcem bukanýrů a tím se stal proslulým pirátským kapitánem. Nejenže Vane porušoval zákon, porušoval také pirátský kodex, neboli jakousi dohodu pirátů, která zajišťoval pirátům rovnost a spravedlivý příděl kořisti. Vane nejen okrádal vlastní posádku, ale také mučil a zabíjel zajatce, kteří přislíbili věrnost jeho pirátskému spolku. V dubnu roku 1718 se Woodes Rogers vrátil do Karibiku opět s královským pardonem, ale co víc, s úkolem pochytat ty, kteří ho odmítli či porušili. Charles Vane však znovu odmítl, uprchl námořnictvu a vydal se na sever k New Yorku. 23. listopadu 1718 nařídil Vane útok na francouzskou válečnou loď, která však byla v přesile, a tak Vane uprchl. Jeden z členů jeho pirátské skupiny, Jack "Calico Jack" Rackham však nadále chtěl zůstat a bojovat a mnoho mužů s ním. Vane byl sesazen a kapitánem byl jmenován Rackham.

## Smrt
Jeho kariéra skončila potom co jeho loď  ztroskotala v únoru roku 1719. Vane byl jeden z pár kteří přežili a vyplavili se na ostrov. Po dlouhé době připlula loď, ale, bohužel pro Vanea, byla to loď jeho známého kapitána Holforda. Holford nechtěl Vana pustit na loď protože mu nevěřil, ale sliboval že se pro něj vrátí a vezme ho do Jamajky popravit. Další loď později připlula a vzala ho na palubu. Naneštěstí, tato loď se setkala s lodí kapitána Holforda. Potom, co Holford řekl kapitánovi, kdo vlastně Vane byl, ho okamžitě předali Holfordovi. Vane byl předán úřadům v Jamajce. Zde byl Vane vyslýchán a mučen po dobu několika týdnů. Neví se proč před soudním procesem byl tak dlouho zavřen. Možná protože se čekalo na svědky, ale nejpravděpodobnější je, že jeho reputace mu přinesla mnoho nepřátel a lidé chtěli, aby před popravou trpěl ve vězení. Během soudního řízení, kdy proti němu stálo mnoho obchodníků a námořníků, nepředvolal žádného svědka na svoji obhajobu. Byl tedy 22. března 1721 odsouzen k smrti oběšením pro pirátství. 29. března 1721 byl ve věku 40 let oběšen v Port Royal. Jeho tělo bylo poté vystaveno jako varování před pirátstvím.